# Mario Amato
Mario Amato (São Paulo, 27 de outubro de 1918 — São Paulo, 26 de maio de 2016) foi um empresário brasileiro e decano dos dirigentes empresariais brasileiros, tendo sido presidente da Federação e Centro das Indústrias do Estado de São Paulo (1986–1992) e da Confederação Nacional da Indústria.

## O empresário
O acionista majoritário da holding Springer S.A. e líder de um conglomerado de empresas iniciou sua vida profissional muito cedo. Começou a tomar parte no mercado de trabalho aos 14 anos de idade, numa papelaria.

## O líder empresarial
Nas atividades de representação empresarial, também destacou-se nacionalmente, tendo exercido os cargos de presidente da Confederação Nacional da Indústria – CNI, diretor do Departamento Nacional do SESI, presidente do Conselho Nacional do SENAI e presidente de Conselho Superior do Instituto Euvaldo Lodi.
De 1953 a 1989, foi presidente do Sindicato da Indústria de Artefatos de Papel, Papelão e Cortiça do Estado de São Paulo. Nesse sindicato, defendeu as microempresas, criando o piso salarial, além de um serviço social que mantém o Hospital Sepaco, reconhecido como o melhor hospital de classe no Brasil.
Na FIESP/CIESP, em 1962, foi eleito 1° tesoureiro, tendo sido vice-presidente na gestão de Raphael Noschese. De 1986 a 1992, exerceu a presidência da FIESP/CIESP e, de 1990 a 1994, foi 1° vice-presidente da Confederação Nacional da Indústria. Por duas vezes, foi eleito Líder Empresarial pelo fórum da Gazeta Mercantil – em 1989 e 1991.

## Outras atividades
Foi, ainda, conselheiro da Fundação Padre Anchieta e do Teatro Municipal de São Paulo. Desportista desde a juventude, integrou conselhos de vários clubes de futebol. Foi diretor da Federação Paulista de Futebol, presidente da Federação de Automobilismo de São Paulo e presidente do Clube Atlético Paulistano.
Era considerado por seus pares e pela opinião pública um empresário polêmico, verborrágico e politicamente incorreto (quando era presidente da FIESP não poupava críticas duras, desferidas de modo muitas vezes grosseiro, às sucessivas políticas econômicas do governo federal). Durante muito tempo, foi tido como um símbolo do reacionarismo das classes empreendedoras brasileiras. A frase mais famosa de Mario Amato, entretanto, foi proferida em 1989:
| “ | Se Lula for eleito, 800 mil empresários deixarão o País. | ” |

A frase teve grande impacto na mídia e repercutiu em toda a classe empresarial, por vir do presidente de uma entidade importante como a FIESP. Em entrevista à Revista Veja anos depois, ele declarou que de fato sua frase foi fundamental na derrota de Lula.